# 家族法
家族法（かぞくほう）とは、民法（明治29年法律第89号）の第4編「親族」と第5編「相続」を合わせた講学上の用語であり、親族法と相続法の上位概念である。身分法と言うこともある。

## 用法の対象
上述のとおり、日本では一般的に民法の「第4編 親族」と「第5編 相続」及びこれらの附属法を合わせて家族法と呼ぶ。家族法は、家族（夫婦・親子・親族）の身分関係および財産関係について定めている。
具体的には、(1)夫婦の身分関係（婚姻・離婚）と財産関係（夫婦財産制・財産分与）(2)親子の身分関係（実子・養子）と財産関係（後見・扶養）(3)親族の身分関係（親族の範囲）および財産関係（扶養・相続）について規定している。

## 比較法上の位置づけ
英語の「family law」やドイツ語の「Familienrecht」も直訳すれば「家族法」であり、これらに相当する意味で使われることもある。
しかし、親族法と相続法を一体として捉える思考は比較法的には異例であるとも主張されている。
例えば、フランスでは、フランス民法典がその編製方式につきインスティテュティオネス方式を採用していることもあり、日本民法第4編親族に相当する部分は、「第1編 人事」の中に、住所、失踪宣告に関する規定と並んで規定されているのに対し、日本民法第5編相続に相当する部分は、「第3編 所有権を取得する諸態様」の「第1章 相続」として規定され、相続に続いて契約などに関する規定がある。同様にインスティテュティオネス方式を採用していた旧民法も、現行民法第4編親族に相当する部分は「人事篇」に、現行民法第5編相続に相当する部分は「財産取得篇」に規定されていた。つまり、これらの場合には親族法と相続法とが一体として捉えられているわけではなく、むしろ身分法的な親族法と財産法的な相続法が対置されるような分類がなされていた。
ドイツ民法典においては、日本と同様に、その編製方式につきパンデクテン方式が採用されており、その第4編と第5編は日本民法の第4編と第5編にほぼ対応するものである。第4編の名称は日本語に直訳すれば「家族法」となる Familienrecht であるが、それに加えて日本と異なり、第4編と第5編の上位概念に相当する法概念はなく、第5編を中心とする相続に関する法は、財産に関する法と家族（あるいは人事・身分）に関する法の交錯領域と考えられている。
このように、日本で相続法も含めて家族法として理解されるようになったのは、以下の要因があると考えられている。
- 日本国憲法が施行される前の日本民法は、人事や身分を規定する親族法は家制度を主としているが、一方で財産の所属を規定する相続法も家督相続を主とした制度を採用していたため、両者は家という概念を通じて不可分の関係にあり、両者を統一的に把握するのが自然であったこと。
- 日本固有の「家」制度の存在ゆえ、旧民法の起草に当たっては、現行法の親族法および相続法に相当する部分は、フランス人のボアソナードには起草させず、日本人が起草したこと。
- 現行民法については、第1編から第3編までが明治29年法律第89号の別冊として定められ、第4編及び第5編が明治31年法律第9号の別冊として定められたこと。
- 中川善之助により身分行為という概念が提唱され、家族法における法律行為については財産法とは異なった法原理が妥当するという考えが支配的になったこと。

以上のような要因から、親族法と相続法の上位概念が生まれる余地があったが、日本国憲法の施行日と同日に施行された日本国憲法の施行に伴う民法の応急的措置に関する法律（昭和22年法律第74号）の施行により「家」制度が廃止され、現在では親族法と相続法との不可分性が希薄になった。また比較法の観点からも、親族法と相続法とを一体として捉えることは異例であるとして、大村敦志などを中心に、親族法に相当する部分のみを家族法と呼ぶべきとする見解も有力に主張されている。
これに対し、家族法に相続法を加えるべきとする少数説は、モンテネグロ一般財産法の起草者ヴァルタザール・ボギシッチなどによって唱えられている。旧民法以来の日本法の立場は、日本政府に対するボギシッチの助言を容れた可能性がある。
なお日本法において、家族法という語は比較的新しい用語である。本来は、民法典成立以前から存在した身分法の語を用いるのが一般的であったが、「身分」という語が前近代的な士農工商などの社会階級的な意味での身分を連想させるため、第二次世界大戦後から民主化を目指してきた日本においては家族法の語が多く用いられるようになったのである。また、立法資料によれば、日本民法典の編成において範を採ったドイツのザクセン民法典は、親族編と相続編を一体とする身分法として、財産法の後に置くことが指摘されている。フランス民法典等と異なり、あくまで身分関係よりも個人意思に基づく契約による権利義務の変動を中心に捉えるべきという近代個人主義思想に基づく。ドイツ民法草案も同じ思想に基づくものと理解されている。

## 家族法をめぐる状況
時代の変化に伴い家族の在り方も常に変化しており、法的安定の要請（法規範が常時変転すると社会生活を送る上での判断基準が不安定になり、自由な行動を阻害してしまうおそれがあるから、法規範を変更することには慎重でなければならないという発想）と社会情勢の変化との衝突が最も鮮明に現れる法分野の一つともいえる。例えば、選択的夫婦別姓制度の導入は、男女共同参画などの観点から早期の導入を求める意見があるが、その一方で現行制度の維持を望む声も一定程度存在し、導入の是非について議論が行われている。